# Ay Gill (River Greta)
Der Ay Gill ist ein Wasserlauf in Cumbria und County Durham, England. Er entsteht als Plat Sike und fließt in östlicher Richtung. Bevor er die Grenze zum County Durham überquert fließt er über den Ay Gill Wasserfall und wird im Bereich der Grenze als Ay Pool und Ay Pool Foot bezeichnet. Bei seinem Zusammentreffen mit dem Yardstone Beck entsteht der River Greta.